# Шипшина сиза
Шипшина сиза (Rosa glauca) — вид рослин з родини розових (Rosaceae); поширений у Європі крім півночі.

## Опис

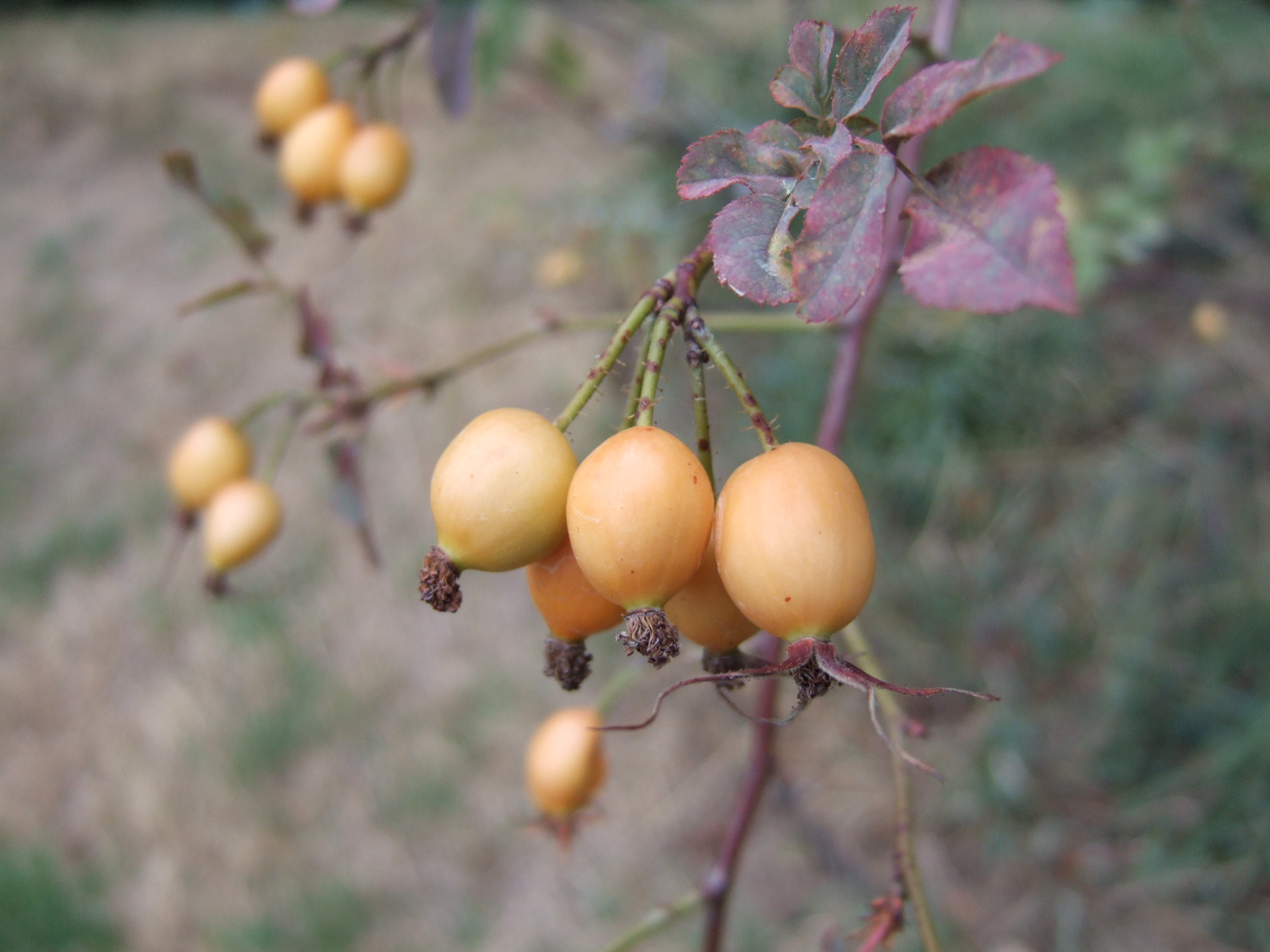
плоди

Кущ 1–4 метрів. Стебла прямі, червонуваті. Колючки нечисленні, тонкі, злегка зігнуті. Листки з 5–7 листочків, які 32–51 × 20–26 мм, від яйцювато-еліптичних до яйцюватих, гострі, голі, сірувато-зелені з червонуватими або пурпурними тонами; ніжка й ребро листка голі з короткими, прямими або дещо вигнутими колючками; прилистки 17–30 × (7)9–13 мм. Квіток (1)3–7(10), у щиткових суцвіттях; приквітків 0–1(2), 14–19(22) × 8–12 мм; квітконіжки 6–12(16) мм. Чашолистки (17)20–24(29) × 2–3(4) мм, ланцетні. Віночок діаметром 20–22 мм; пелюстки 11–13 × ≈ 10 мм, низько вирізані або цілі, насичено-рожеві. Плід червоний, від субкулястого до урноподібного, голий, рідко щетинний біля основи, (6)9–14 × (6)8–11 мм. 2n=35. 2n = 28.

## Поширення
Поширений у Європі крім півночі; інтродукований на північ Європи, схід Канади й США.
В Україні вид зростає У Прикарпатті та Лісостепу.

## Використання
Вирощується як декоративна в садах і парках.